# Шатобал
Шатоба́л (рос. Шатобал) — село у складі Солтонського району Алтайського краю, Росія. Входить до складу Солтонської сільської ради.

## Населення
Населення — 148 осіб (2010; 187 у 2002).
Національний склад (станом на 2002 рік):
- росіяни — 57 %
- кумандинці — 42 %